# Фахед Джасем аль-Фредж
Фахед Джасем аль-Фредж (араб. فهد جاسم الفريج‎; род. 17 января 1950, Рахджан, Хама) — сирийский политический и военный деятель, министр обороны Сирии с 2012 по 2018 год.

## Биография
Фахед Джасем аль-Фредж родился 17 января 1950 года в деревне Рахджане провинции Хама. Происходит из суннитского племени. В 1968 году поступил на службу в сирийскую арабскую армию, а в 1971 году окончил Военную академию Хомса в звании лейтенанта бронетанкового корпуса.
Фахед Джасем аль-Фредж учился на разных курсах и получил высшее военное образование:
- Бакалавр военных наук, офицер-бронетранспортер, Военная академия Хомса, в 1971 году,
- Курс персонала,
- Курс воздушно-десантных войск,
- Курс Главного Командования и Штаба,
- Курс высшего персонала (Военный курс).

8 августа 2011 года назначен начальником штаба Вооружённых сил Сирии во время сирийского восстания. До этого назначения командовал силами специального назначения сирийской армии в мухафазах Даръа, Идлиб и Хама.
В феврале 2012 года сообщалось, что власть Фахда Джасем аль-Фреджа ограничивается ближайшим окружением Башара Асада.
18 июля 2012 года, после того, как министр обороны Дауд Раджиха погиб в результате теракта, Фахед Джасем аль-Фредж назначен президентом Башаром Асадом на должность министра обороны, а также назначен заместителем главнокомандующего армией.
1 января 2018 года генерал-лейтенант Али Абдулла Айюб стал преемником аль-Фреджа на посту министра обороны.

## Обвинения в военных преступлениях
В октябре 2023 года французские прокуроры в суде Парижа предъявили обвинения Фахеду Джасему аль-Фреджу и его преемнику Али Айюбу в причастности к взрыву бочковой бомбы в юго-западном сирийском городе Даръа, в результате которого в 2017 году в своём доме погиб гражданин Франции и Сирии Салах Абу Набут.